# The Big Dream
The Big Dream es el segundo álbum de estudio del director de cine y músico estadounidense David Lynch, publicado en julio de 2013 a través de Sacred Bones Records en Estados Unidos y de Sunday Best en Europa. El cineasta lo grabó y produjo en 2012 en su propio estudio en Los Ángeles (California) junto a su colaborador habitual Dean Hurley y con la participación de su hijo Riley. 
El disco incluyó los sencillos «I'm Waiting Here», con la colaboración de la vocalista sueca Lykke Li e incluido como pista adicional, y «Are You Sure»/«Star Dream Girl», con ambos temas como cara A. Ambos salieron a la venta tras una campaña de promoción concebida por el propio Lynch que incluía vídeos misteriosos subidos a varios sitios web como YouTube o Vine. Desde su publicación, el álbum recibió principalmente críticas positivas, aunque tuvo un discreto impacto en las listas y solo llegó al top 100 de países europeos como Alemania, Francia, Bélgica y Suiza.

## Composición y grabación
The Big Dream consiste en once temas de «blues moderno» compuestos por David Lynch y Dean Hurley, además de una versión de Bob Dylan. Su grabación tuvo lugar en el estudio personal de Lynch, Asymmetrical Studio, donde se encargó de las letras, las guitarras y la voz, mientras que Hurley grabó la percusión, el sintetizador y los efectos de sonido. Por su parte, el hijo de Lynch, Riley, también participó al tocar la guitarra en una de las canciones. En una entrevista para Billboard, el director comentó sobre el proceso de composición: «A veces las letras son lo primero, pero en general es la música la que te habla sobre dónde quieres estar y luego las letras fluyen». Lynch añadió además que todas las pistas estaban «inspiradas por el blues y salieron de una improvisación» entre Hurley y él, y remarcó que las canciones son más «rigurosas» que las de su álbum debut, Crazy Clown Time (2011), debido a una mayor confianza en sus habilidades musicales.
Cada pista del disco sigue un patrón estrictamente estándar: Tempo lento, voces manipuladas y notas de guitarra sonando sobre bases de distorsión. Ninguna de ellas es la típica canción con la estructura verso-estribillo, sino que son piezas que priorizan la atmósfera por encima de la melodía, pero que, sin embargo, están arraigadas en formas clásicas: Blues de doce compases, grupos femeninos de pop la década de 1960, rockabilly, ragtime, dub, incluso disco y house. Por su parte, las letras son minimalistas y rígidas, incluso angustiosas, mientras que la voz del cineasta está lejana a la versatilidad, confiando en su lugar en frases dramáticas y varios filtros, así como efectos de sonido para mantener la estética oscura del álbum. Respecto a la interpretación de «The Ballad of Hollis Brown», Lynch señaló que «no es realmente una versión de Bob Dylan, sino que es una versión de la versión de Nina Simone» y destacó su «importancia para la secuencia» del álbum.

## Publicación y sencillos

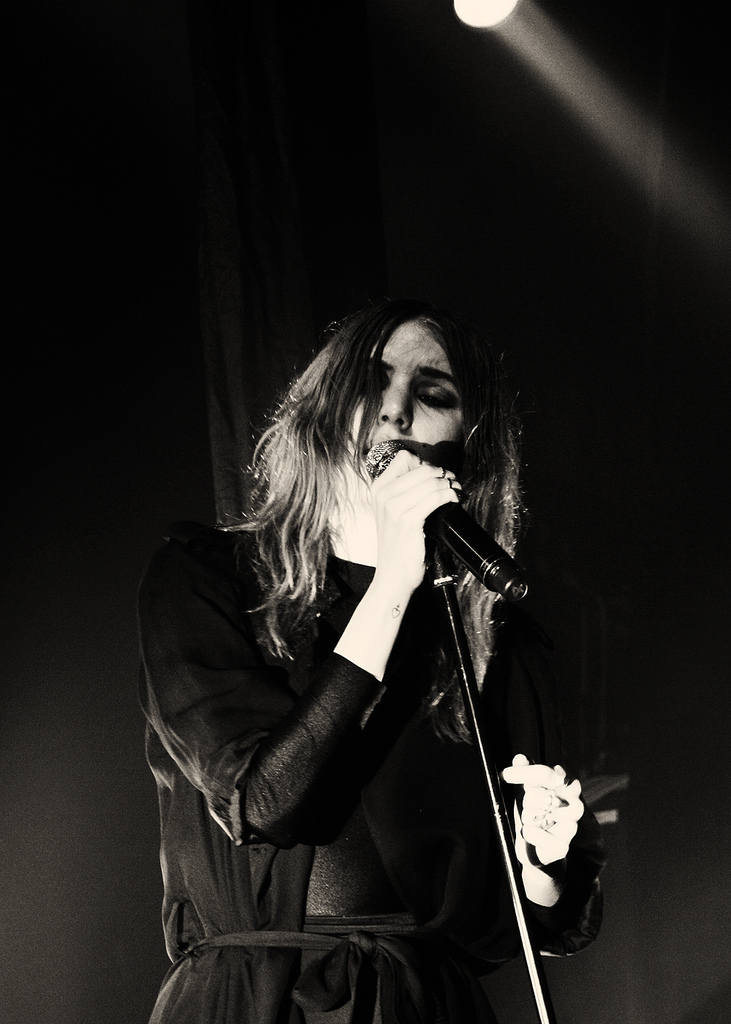
Lykke Li, en la imagen actuando en Dublín en 2011, fue la vocalista de la pista adicional «I'm Waiting Here».

El 31 de mayo de 2013, las cuentas de Youtube y Vine de David Lynch publicaron sendos vídeos de la portada del álbum en movimiento y cuatro días más tarde anunciaron su lanzamiento oficial. The Big Dream salió a la venta en Japón el 10 de julio de 2013, a través de la compañía Beatink Records, cinco días después a través de Sunday Best en Europa y de INGRID en Suecia, y al día siguiente en los Estados Unidos a través del sello Sacred Bones Records. El álbum fue editado en formatos de CD, doble LP y descarga digital.
El 3 de junio salió en iTunes y en LP el primer sencillo, «I'm Waiting Here», con la intérprete sueca Lykke Li como vocalista principal, que finalmente solo sería incluido como pista adicional de la versión digital y en vinilo del álbum y cuyo vídeo musical consisitió en un recorrido por una carretera. «I'm Waiting Here» recibió buenos comentarios y Tom Breihan de Stereogum destacó la «narcotizada voz» de la vocalista sueca y sostuvo que «suena como una versión vagamente sexual de las hermosas canciones que Lynch ayudaba a producir para Julee Cruise dos décadas atrás». Por su parte, Chris Martins de Spin calificó al sencillo como «un desvanecimiento soñador repleto de danzas oscilatorias y atmosféricos aumentos del sonido del bajo», mientras que Alex Hudson de Exclaim! lo describió como «atmosférico» e impulsado por un «vals de guitarra eléctrica».
El segundo sencillo, lanzado el 24 de junio en CD y formato digital, contiene las canciones «Are You Sure» y «Star Dream Girl». El crítico de Paste, Grant Golden, lo calificó como «lento, melancólico y soñador» y escribió que «provoca recuerdos nebulosos con sus estribillos contemplativos». Por su parte, Tom Breihan de Stereogum comentó sobre la utilización de producción en las voces de Lynch que «añade algunas capas extra de rarezas» y Chris Martins de Spin lo comparó con los temas del álbum Soft Bulletin de The Flaming Lips y la canción «Just You» de Twin Peaks.
En 2 de diciembre, salió a la venta The Big Dream Remix EP, compuesto por cuatro remezclas de temas del álbum hechas por músicos como Bastille, Yttling Jazz, Hot Since 82 y Venetian Snares. Además, en abril de 2014, con motivo del Record Store Day, el EP fue reeditado con una nueva versión de «The Big Dream» realizada por Moby y la vocalista Mindy Jones.

## Recepción

### Respuesta crítica
Tras su lanzamiento, The Big Dream obtuvo generalmente reseñas positivas y en Metacritic, que asigna una puntuación sobre 100 en función de las críticas recibidas, recibió una puntuación de 64 basada en veintiocho reseñas. Heather Phares de Allmusic observó que «empuja los límites del blues» y que «podría ser el conjunto más accesible de canciones asociadas con el director hasta la fecha». James Reed, editor del periódico Boston Globe, lo describió como «blues moderno filtrado por la mente retorcida de Lynch, donde la vida se desarrolla como sombras a cámara lenta». Paul MacInnes de The Guardian lo comparó con las películas del director y lo calificó como «una fusión de blues y rock and roll con las técnicas de producción electrónica que te arrastra a un desierto americano, donde la tierra está reseca, el cielo chirría con la electricidad y hay un par de ojos rojos brillantes que te miran desde la distancia».
Aaron Payne del sitio musicOMH lo describió como «un álbum completamente decente de principio a fin» y alabó el tema con Lykke Li, aunque desaprobó la versión de Bob Dylan, a la que puntuó como «material de relleno». Phil Hebblethwaite, redactor de NME, remarcó la «fórmula» de The Big Dream, consistente de «sencillas canciones» y «un giro a la izquierda hacia el bizarrismo después de la mitad del disco. Lynch guarda su mejor voz para el último tema “Are You Sure”». Jesse Cataldo de Slant Magazine escribió que «a pesar de estar indudablemente bien grabado, con un sentido del humor prolongado y algunas partes musicales agradables, aún tiene un sentimiento frágil e inocente, brevemente divertido, consistentemente extraño pero rara vez ensordecedor». Robert Ham de Paste comentó que «con The Big Dream el mundo puede estar al tanto de la versión del blues de Lynch, no sólo en lo musical, sino también como un sonido emocionante que abarca todos los matices de sus colores representativos. Ahí está el azul medianoche de las pistas lentas y cambiantes [...] los tonos misteriosos de una tela vaquera [...] y un chapoteo extraño y brillante de bígaros para cerrar el disco». En su reseña para Pitchfork Media, Mark Richardson señaló que contiene «las mismas debilidades y fortalezas» que Crazy Clown Time y agregó además que el artista «toma elementos musicales de sus baladas de juventud cantadas por Bobby Vinton, los instrumentos de guitarra retorcidos de Link Wray —ambos elementos cotidianos en sus películas— y les da un brillo moderno pero hecho en casa, superando la reverberación pesada de su música con las letras medio cantadas por su voz nasal distintiva».
Zachary Stockill de PopMatters destacó que «The Big Dream es un álbum que sólo David Lynch podría hacer y tal vez como era de esperar, encajaría bien con la banda sonora de cualquiera de sus películas». Por su parte, J.R. Moores de The Quietus no tuvo una visión tan positiva y escribió que «es vagamente interesante, pero no muy interesante. Sus sonidos son un poco extraños, pero no profundamente extraños. No va a dejar ninguna impresión irreversible permanente en su susceptible imaginación». Arturo Loría del sitio The Cult remarcó que «el Lynch que le canta al amor desesperado y vulnerable, como el de los personajes de sus películas, el que más luce en esta producción» y calificó a «I'm Waiting Here» como «la canción por la que Lana del Rey habría matado». Por su parte, Guillermo Arenas de Numerocero, aunque redactó que «en The Big Dream sí encontramos algún punto de interés más que en su debut» constató que «el Lynch músico no le llega a la suela de los zapatos al Lynch cineasta».

### Rendimiento comercial
The Big Dream tuvo un impacto comercial moderado y entró en unas pocas listas de éxitos. Entre los conteos estadounidenses de Billboard, alcanzó la cuadragésima posición en Independent Albums, la décima en Tastemaker Albums y la quinta en Top Heatseekers. Por su parte, en el Reino Unido, llegó al número 20 en la lista UK Indie Chart, al dos del Independent Albums Breakers y al 108 del UK Albums Chart. El disco tuvo mejor recepción en varios países centroeuropeos como Alemania, Bélgica, Suiza y Francia, donde llegó a situarse entre las cien primeras posiciones.

## Lista de canciones
Todas la música compuesta por David Lynch y Dean Hurley, excepto donde sea indicado. Todas las letras escritas por Lynch, excepto «The Ballad of Hollis Brown», escrita por Bob Dylan.

| N.º   | Título                       | Música    | Duración |  |
| 1.    | «The Big Dream»              |           | 4:07     |  |
| 2.    | «Star Dream Girl»            |           | 3:27     |  |
| 3.    | «Last Call»                  |           | 3:48     |  |
| 4.    | «Cold Wind Blowin'»          |           | 3:49     |  |
| 5.    | «The Ballad of Hollis Brown» | Bob Dylan | 5:12     |  |
| 6.    | «Wishing Well»               |           | 3:39     |  |
| 7.    | «Say It»                     |           | 3:58     |  |
| 8.    | «We Rolled Together»         |           | 4:00     |  |
| 9.    | «Sun Can't Be Seen No More»  |           | 4:40     |  |
| 10.   | «I Want You»                 |           | 3:47     |  |
| 11.   | «The Line It Curves»         |           | 6:01     |  |
| 12.   | «Are You Sure»               |           | 3:46     |  |
| 50:14 |                              |           |          |  |

| Pista adicional de la edición en LP y iTunes |                    |                        |          |  |
| N.º                                          | Título             | Música                 | Duración |  |
| 13.                                          | «I'm Waiting Here» | Lykke Li y Dean Hurley | 5:02     |  |
| 55:16                                        |                    |                        |          |  |

| Pista adicional de la edición japonesa |                    |          |  |
| N.º                                    | Título             | Duración |  |
| 13.                                    | «And Light Shines» | 3:41     |  |
| 53:55                                  |                    |          |  |

Fuente: Discogs.

## Posición en las listas
| País           | Lista                       | Mejor posición | Ref.   |
| -------------- | --------------------------- | -------------- | ------ |
| Alemania       | German Albums Chart         | 61             | [ 39 ] |
| Bélgica        | Ultratop (Vl)               | 75             | [ 39 ] |
| Bélgica        | Ultratop (Wa)               | 139            | [ 40 ] |
| Estados Unidos | Top Heatseekers             | 5              | [ 35 ] |
| Estados Unidos | Independent Albums          | 40             | [ 35 ] |
| Estados Unidos | Vinyl Albums                | 7              | [ 35 ] |
| Estados Unidos | Tastemakers                 | 10             | [ 35 ] |
| Francia        | French Albums Chart         | 91             | [ 42 ] |
| Japón          | Oricon Album Chart          | 104            | [ 43 ] |
| Reino Unido    | UK Albums Chart             | 108            | [ 38 ] |
| Reino Unido    | Independent Albums          | 20             | [ 36 ] |
| Reino Unido    | Independent Albums Breakers | 2              | [ 37 ] |
| Suiza          | Top Albums 100              | 87             | [ 41 ] |

## Historial de lanzamientos
| Región         | Fecha               | Discográfica | Número de catálogo | Ref.   |
| -------------- | ------------------- | ------------ | ------------------ | ------ |
| Japón          | 10 de julio de 2013 | Sunday Best  | BRC-384            | [ 1 ]  |
| Europa         | 15 de julio de 2013 | Sunday Best  | SBEST61            | [ 44 ] |
| Suecia         | 15 de julio de 2013 | INGRID       | BRC-384            | [ 3 ]  |
| Estados Unidos | 16 de julio de 2013 | Sacred Bones | SBR-109            | [ 45 ] |

## Créditos
- David Lynch: voz, guitarra acústica, producción, mezcla, diseño artístico y arreglos
- Dean Hurley: guitarra eléctrica, percusión y sintetizador, producción, mezcla y arreglos
- Riley Lynch: guitarra (en «Sun Can't Be Seen No More»)
- Lykke Li: voz (en «I'm Waiting Here»)
- Brian Lucey: masterización
- David Correll: portada

Fuente: Los Angeles Times.